# Joseph-Arpad de Habsbourg-Lorraine
Joseph-Arpad de Habsbourg-Lorraine, prince palatin de Hongrie, né le 8 février 1933 à Budapest et mort le 30 avril 2017 à Madrid,.

## Biographie
Joseph-Arpad de Habsbourg-Lorraine est le fils de Joseph-François de Habsbourg-Lorraine et d'Anne de Saxe. Au décès de son père le 25 septembre 1957, l'archiduc Joseph-Arpad de Habsbourg-Lorraine devint le chef de la branche palatine de Hongrie. Il sortit diplômé de l'université de Lisbonne au Portugal et possède un baccalauréat en Sciences économiques,.

### Mariage et descendance
Le 12 septembre 1956, à Brombach, il épousa la princesse Marie de Löwenstein-Wertheim-Rosenberg (1935-2018), fille du prince Karl VIII zu Löwenstein-Wertheim-Rosenberg et de Carolina dei Conti Rignon. De cette union naîtront :
- Joseph-Charles (1957-1957)
- Monique Hélène (1958), épouse en 1996 Charles de Rambures (1968)
- Joseph-Charles (1960) épouse en 1990 la princesse Marguerite de Hohenberg (1963), leurs enfants sont :
  - Johanna de Habsbourg-Lorraine (1992)
  - Joseph Albert de Habsbourg-Lorraine (1994), marié en 2023 avec la comtesse Sophie de Schaesberg (1997)
  - Paul Leo de Habsbourg-Lorraine (1996)
  - Élisabeth de Habsbourg-Lorraine (1997)
- Marie-Christine (1961), épouse en 1988 Raymond van der Meide (1959)
- André Augustin (1963), épouse en 1994 la comtesse Marie-Christine de Hartzfeldt-Donhoff (1968), leurs enfants sont :
  - Friedrich-Cyprian de Habsbourg-Lorraine (1995)
  - Pierre de Habsbourg-Lorraine (1997)
  - Célina de Habsbourg-Lorraine (1998)
  - Maria-Floriana de Habsbourg-Lorraine (2000)
  - Benedikt-Alexander de Habsbourg-Lorraine (2005)
  - Chrysovalantis de Habsbourg-Lorraine (2010)
- Alexandra Lydia (1965), épouse en 1999 Guillaume de Wit (1965)
- Nicolas-François (1973), épouse en 2002 Eugenia de Calonje Gurrea (1973), leurs enfants sont :
  - Nicolas de Habsbourg-Lorraine (2003)
  - Sofia Eugenia de Habsbourg-Lorraine (2005)
  - Santiago de Habsbourg-Lorraine (2006)
  - Maria Carlota de Habsbourg-Lorraine (2010)
- Johannes Maria (1975)[5],[3] épouse en 2009 Gabriela Montenegro Villamizar (1978), leurs enfants sont :
  - Johannes de Habsbourg-Lorraine (2010)
  - Alejandro de Habsbourg-Lorraine (2011)
  - Ignacio de Habsbourg-Lorraine (2013)

## Distinction
L'archiduc Joseph-Arpad de Habsbourg-Lorraine fut fait chevalier de l’ordre de la Toison d’or (no 1274) et Capitaine Général de l'Ordre de Vitéz (en) le 3 décembre 1977 (Vitézi Rend negyedik főkapitánya).

## Ordre de succession au trône austro-hongrois
L'archiduc Joseph-Arpad de Habsbourg, chef de la branche palatine de Hongrie et arrière-arrière-arrière-petit-fils de l'empereur Léopold II du Saint-Empire par son cinquième fils, l'archiduc Joseph de Habsbourg-Lorraine, premier comte palatin de Hongrie, l'archiduc Joseph-Arpad se situait à la soixante-huitième place dans l'ordre succession au trône d'Autriche-Hongrie.

## Généalogie
Par son père, l'archiduc Joseph-Auguste de Habsbourg-Lorraine, Joseph-Arpad de Habsbourg-Lorraine est le petit-fils de Joseph de Habsbourg-Lorraine et d'Augusta de Bavière et arrière-petit-fils de Joseph de Habsbourg-Lorraine et de son épouse Clotilde de Saxe-Cobourg-Kohary. Par sa mère, Anne de Saxe, il est le petit-fils de Frédéric-Auguste III de Saxe et de Louise-Antoinette de Habsbourg-Toscane et arrière-petit-fils de Georges Ier de Saxe et de Marie-Anne de Portugal. Et enfin, il est également l'arrière-arrière-petit-fils de François-Joseph Ier d'Autriche et de Sissi. Il était chef de la Maison palatine de Hongrie.